# Остров Миткова

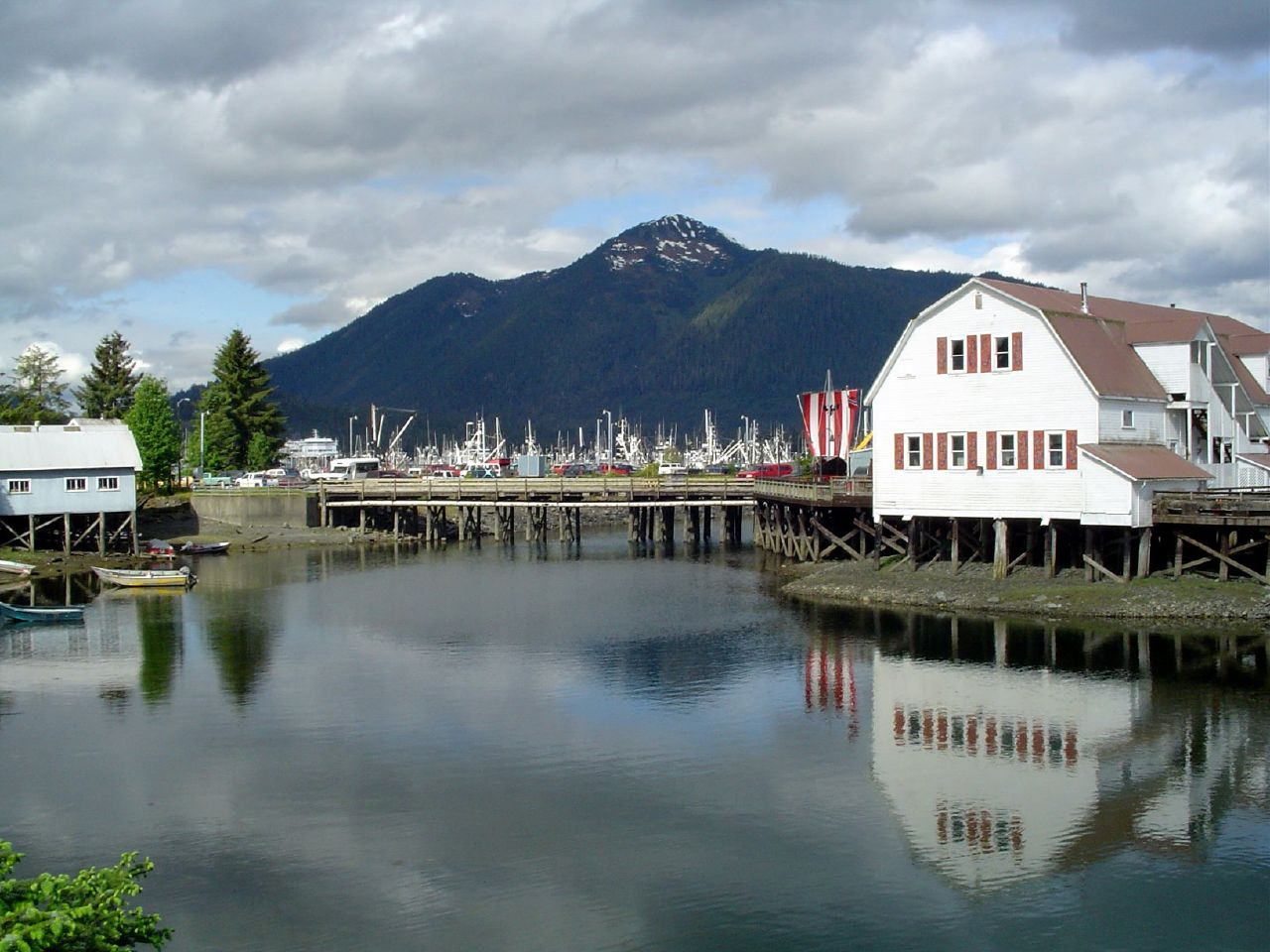
Остров Миткова в районе Петербурга (2005)

Остров Миткова (англ. Mitkof Island) — остров в составе архипелага Александра, штат Аляска, США к востоку от острова Купреянова.

## История
На острове расположен посёлок Питерсберг (3 тыс. чел), основанный норвежскими переселенцами в конце XIX века. Остров назван в честь его первооткрывателя, русского исследователя Прокофия Митькова.